# Partido Acción Ciudadana
El Partido Acción Ciudadana (PAC) es un partido político costarricense. Gobernó en dos períodos consecutivos, del 8 de mayo de 2014 al 8 de mayo de 2022, bajo los mandatos de Luis Guillermo Solís Rivera (2014-2018) y Carlos Alvarado Quesada (2018-2022). Se define como un partido principalmente socialdemócrata y progresista.
Fue fundado el 3 de diciembre del 2000 por los ex liberacionistas Ottón Solís Fallas, Margarita Penón Góngora y Alberto Cañas Escalante, convirtiéndose desde entonces en uno de los partidos más importantes de Costa Rica, apostando por una ruptura del bipartidismo tradicional en el país. El partido ha gobernado el Poder Ejecutivo dos veces consecutivas, después de la victoria del candidato Luis Guillermo Solís Rivera en las elecciones presidenciales de 2014, donde su partido, en coalición con el Partido Alianza Patriótica, obtiene el 30,64% de los votos totales en la primera vuelta y el 77,76% en la segunda, considerándose como el mayor apoyo recibido por un candidato presidencial en la historia del país: más de 1 300 000 votos, dándole así al partido su primera victoria en una elección presidencial. Posteriormente, en las elecciones presidenciales de 2018, el PAC vuelve a ganar el balotaje con el candidato Carlos Alvarado Quesada, también electo por medio de una segunda ronda y con más de 1 300 000 votos.
El partido sufrió una derrota en las elecciones generales de 2022 al obtener menos de 1% de los votos para presidente, ubicándose en la décima posición, y ningún diputado en las elecciones legislativas. Actualmente, tras las elecciones municipales de 2024, el partido cuenta con dos regidurías en los cantones de Goicoechea y Montes de Oca, pero no obtuvo alcaldías, sindicaturas u otros puestos municipales. En julio de 2025, el PAC y el partido Agenda Democrática Nacional (ADN) anunciaron la inscripción de una coalición llamada Agenda Ciudadana, de cara a las elecciones de 2026, con el fin de construir una propuesta progresista unificada encabezada por la ex primera dama Claudia Dobles Camargo como aspirante presidencial.
El partido cuenta con una organización juvenil, las Juventudes PAC, y además forma parte de la Alianza Progresista.

## Historia

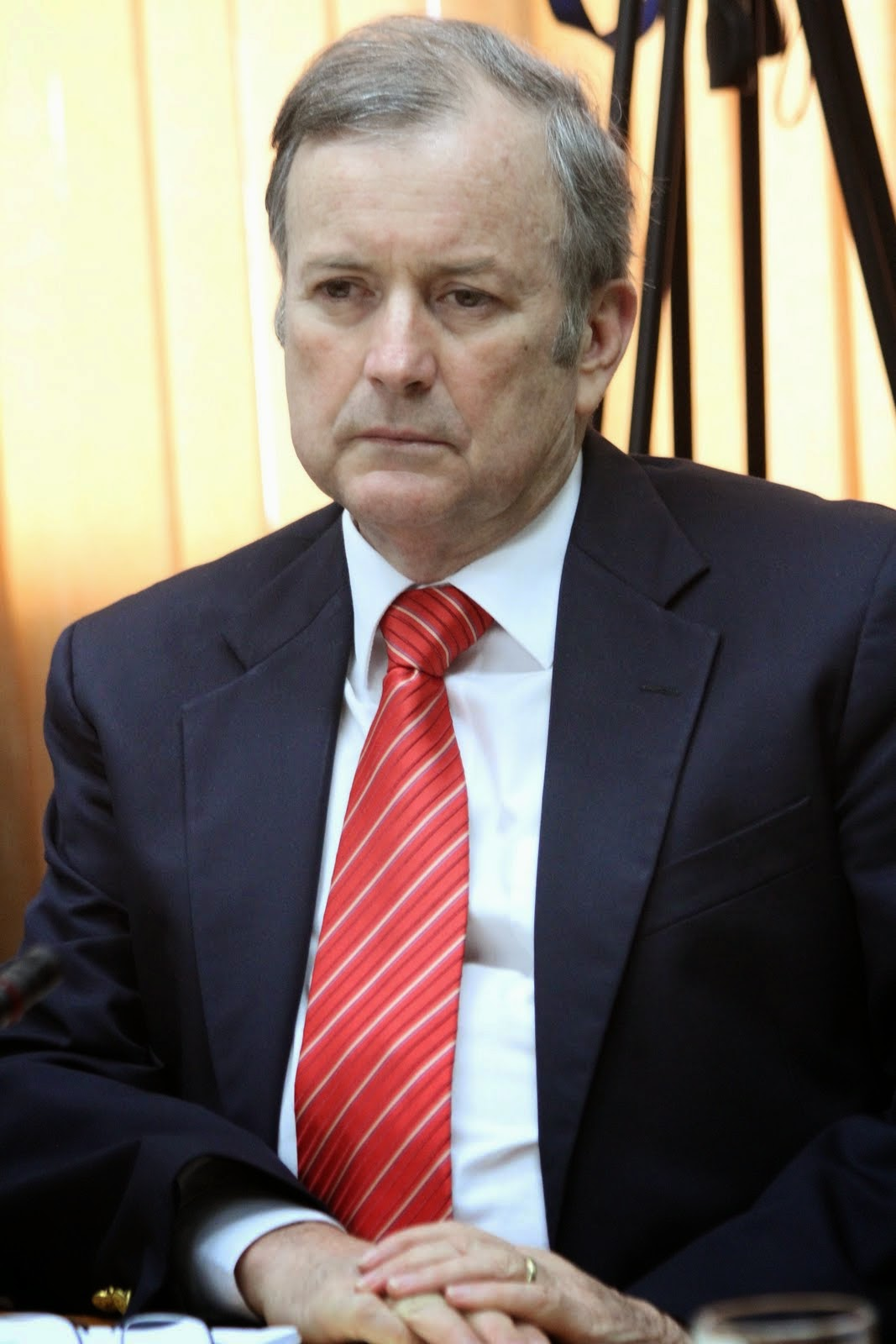
Líder y cofundador del PAC, Ottón Solís, fue su candidato presidencial tres veces, y luego volvió a la Asamblea Legislativa como diputado por el partido.

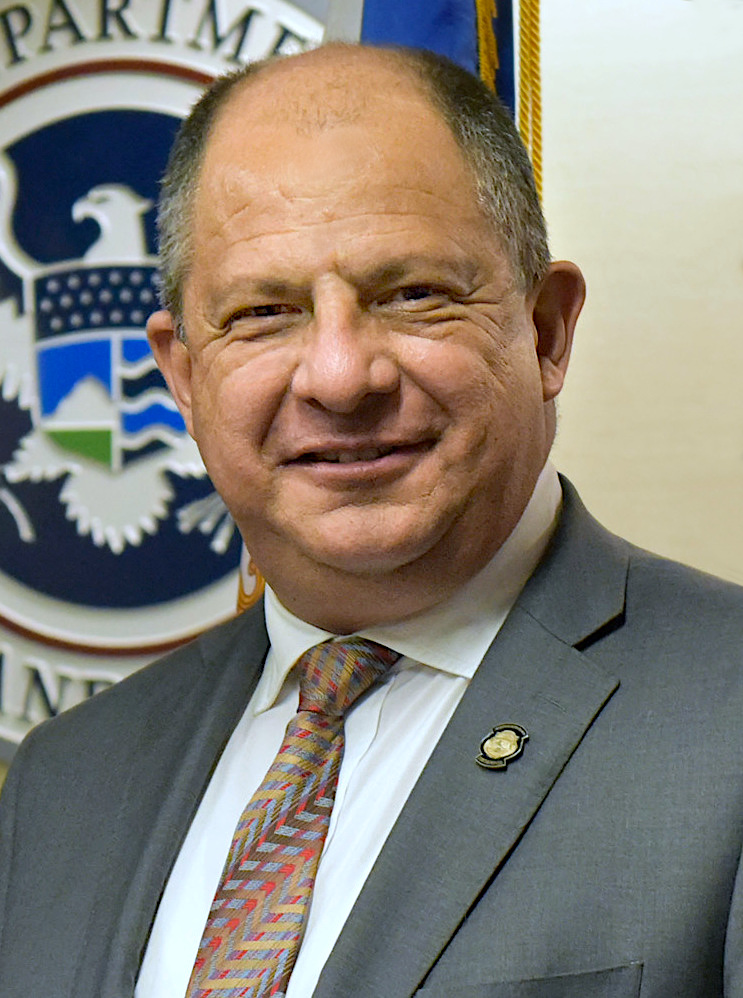
Luis Guillermo Solís, primer candidato presidencial del PAC en ganar las elecciones, fue elegido presidente para el período 2014-2018. Sin parentesco con Ottón Solís.

### Inicios
El Partido Acción Ciudadana es uno de los partidos principales de Costa Rica . Fue fundado inicialmente por ex liberacionistas como el economista M.Sc. Ottón Solís Fallas, Margarita Penón Góngora y Alberto Cañas Escalante, disconformes con las políticas del Partido Liberación Nacional (PLN) al que acusaban de haber perdido el rumbo ideológico y ético. Con Solís como candidato, logran aglutinar a la gran masa de personas contrarias al bipartidismo tradicional, lo cual les gana el 26% de los votos en las elecciones de 2002, un resultado histórico que jamás había alcanzado un partido emergente desde que existe el bipartidismo en Costa Rica.
Para 2002, logran consolidarse como la tercera fuerza política del país, con 14 diputados en la Asamblea Legislativa. De estos, 6 se retiraron del PAC para formar el llamado Bloque Patriótico, al acusárseles ante la Asamblea Nacional del partido de incumplir el código de ética que les impedía aprovechar ciertos beneficios otorgados a los legisladores. En las posteriores elecciones municipales de ese mismo año obtienen la alcaldía de Montes de Oca.
Para las elecciones de 2006, de nuevo con su fundador Ottón Solís como candidato, se consolida como la segunda fuerza electoral. Recibe la adhesión de destacadas figuras liberacionistas, como algunos miembros de la Instancia Socialdemócrata, importantes exdiputados y exministros del partido demócrata cristiano Unidad Social Cristiana (PUSC), y de exdiputados y ex regidores de la izquierda. Logra prácticamente el 40% de los votos para presidente en las elecciones de 2006, con un virtual empate con el candidato del Partido Liberación Nacional, en las elecciones más reñidas de la historia de Costa Rica desde 1966. Logra una mayor diferencia en votos para diputados, obteniendo un 27%, consiguiendo 17 escaños de 57, (tres más que en 2002) y siendo la segunda fracción de mayor tamaño en tiempo récord de crecimiento para un partido costarricense. En las elecciones municipales siguientes obtienen 5 alcaldes en Tibás, Moravia, Flores, Oreamuno y San Rafael.
Su protagonismo en la oposición al Tratado de Libre Comercio entre Estados Unidos, Centroamérica y República Dominicana fue en parte responsable por sus resultados en 2006 (los mejores hasta la fecha en primera ronda) pues su rival el expresidente Óscar Arias Sánchez del PLN lo apoya. En diciembre de 2008, el Diario Extra reportó (en su edición del 9 de enero de 2009) que el senador demócrata Joe McDermott visitó al líder del PAC, Ottón Solís, en aras de discutir la renegociación del Tratado de Libre Comercio (ya en 2007 el senador Bernie Sanders había visitado a Solís para, juntos, pedirle al país que votara en contra del TLC). Ottón Solís fue designado por congresistas demócratas como vocero de los líderes progresistas latinoamericanos que solicitan la revisión de los Tratados de Libre Comercio.  Durante el Referéndum sobre el Tratado de Libre Comercio entre Estados Unidos, Centroamérica y República Dominicana en Costa Rica fue el partido de mayor tamaño en apoyar la opción del no, aunque ganaría el sí por estrecho margen.
En este periodo de 2006-2010, la bancada del PAC en el Congreso sufrió tres bajas: la diputada Nidia González, acusada de legislar en beneficio propio por promover una ley a favor de los arroceros, y la diputada Sadie Bravo quien renunció por motivos personales. Ambas fueron reemplazadas por sus suplentes. Posteriormente, la diputada Andrea Morales se separó del Partido (aunque no de la curul que este la llevó a ocupar), debido al colaboracionismo de esta legisladora con el gobernante PLN que la hacía divergir de la línea de su bancada.
Para las elecciones presidenciales de 2010, y por primera vez en la historia del Partido, se presentaron tres precandidatos pacsistas; el fundador y principal líder, dos veces candidato, Ottón Solís Fallas, la exdiputada y expresidenta del partido, Epsy Campbell Barr, y el empresario y científico Dr. Román Macaya Hayes, por lo cual el partido realizó la primera Convención Nacional del PAC para definir la candidatura presidencial. Esta aconteció el 31 de mayo del 2009 y resultó elegido Ottón Solís.

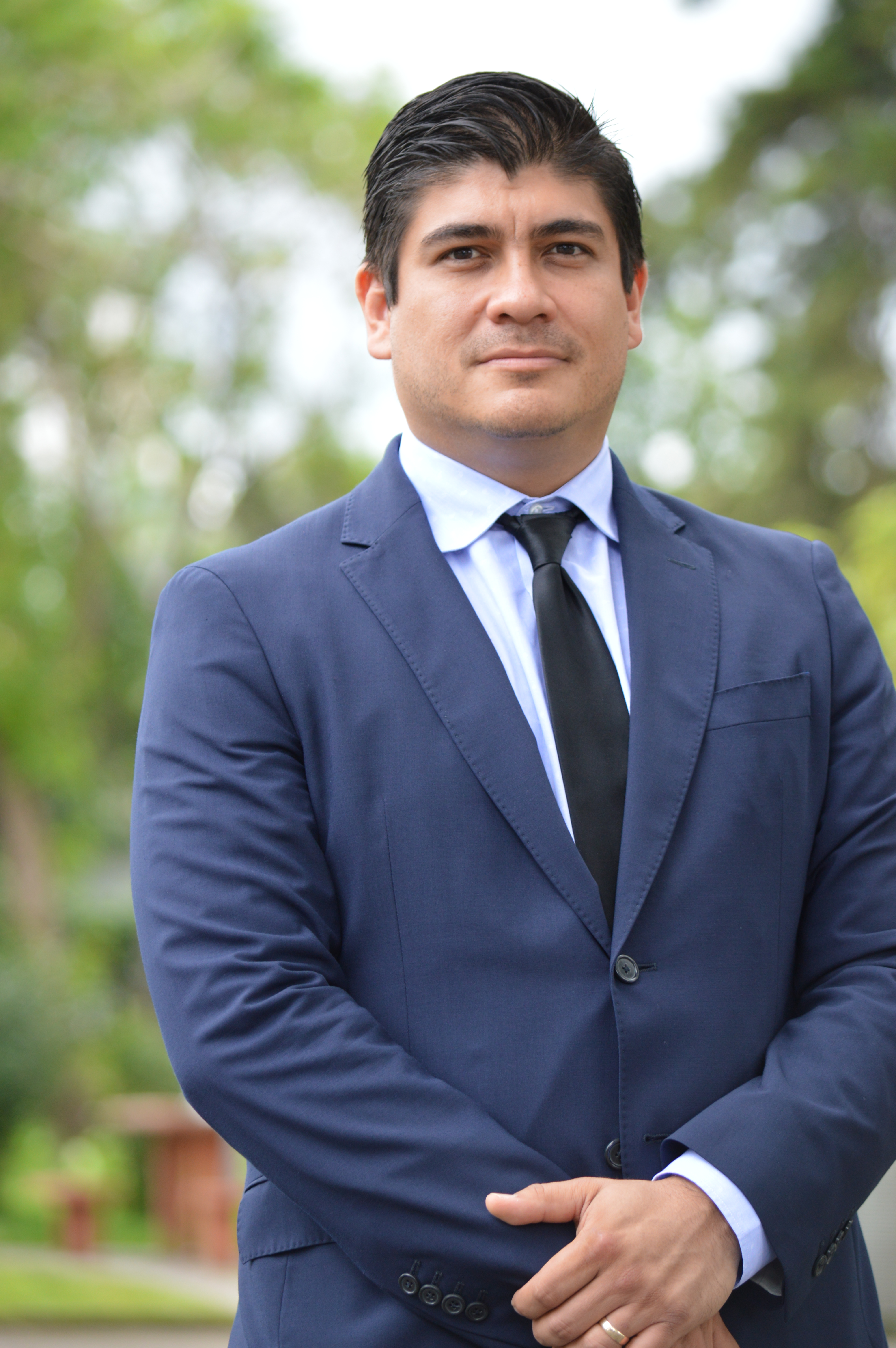
Carlos Alvarado Quesada, se convirtió en el segundo costarricense en ser electo presidente mediante el partido y el primero además en nunca haber pertenecido a otro partido político.

En el mes de octubre de 2009, el PAC recibe la adhesión de destacadas figuras que solían pertenecer al PUSC, entre ellos; Hernán Solano Venegas, ex viceministro de Juventud (2002-2006) expresidente del Consejo Nacional de Deportes y del Consejo de la Persona Joven y futuro ministro de Deporte; Wilfrido Blanco, ex viceministro de Educación (2002-2006); y Mario Esquivel, ex embajador.
En las elecciones presidenciales de 2010 resultó el segundo partido con mayor cantidad de votos para presidente (25%) y la segunda fracción parlamentaria más numerosa, manteniéndose como la segunda fuerza política del país, aunque sufrió una disminución notoria en la intención de voto y obtuvo la bancada más pequeña de su historia (11 diputados, si bien continuó siendo la segunda mayor del congreso tras el PLN). Consigue además seis alcaldías en las elecciones municipales de 2010, todas en cantones rurales: Aserrí, Matina, Hojancha, Cañas, Los Chiles y Guatuso.

### Llegada al Gobierno

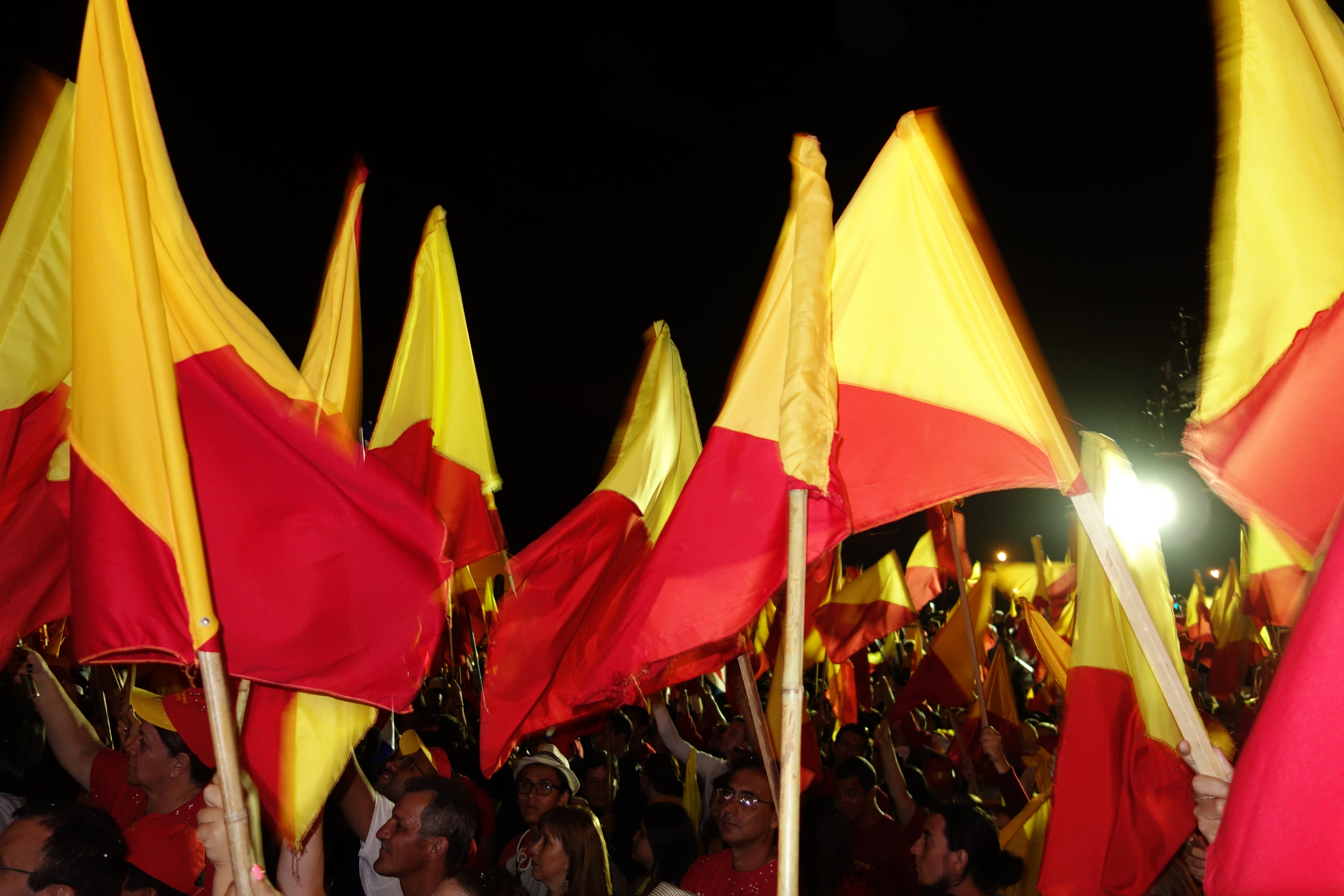
La fiesta electoral del Partido Acción Ciudadana en Plaza Roosevelt en San Pedro durante la segunda ronda de las elecciones presidenciales de Costa Rica 2014

Para las elecciones presidenciales de 2014, se realizó la segunda convención nacional de su historia, la Convención Nacional Ciudadana de 2013, esta vez abierta y donde cualquier ciudadano podía votar con solo el requisito de dar la adhesión en el momento y aparecer en el padrón electoral. Compitieron cuatro precandidatos; la exdiputada y expresidenta del partido Epsy Campbell, el entonces diputado y ex presidente del Congreso, Juan Carlos Mendoza García, el académico, politólogo e historiador Luis Guillermo Solís Rivera y el exdiputado Ronald Solís Bolaños. Resultó vencedor Luis Guillermo Solís con 35% de los votos. Posteriormente Solís sería el candidato más votado en las elecciones nacionales en primera ronda, con un 30% del respaldo electoral, aunque sin alcanzar el 40% mínimo por lo que debió ir a una segunda ronda con el segundo candidato más votado, Johnny Araya Monge, alcalde de San José, y candidato del entonces oficialista Partido Liberación Nacional. Solís venció en el balotaje con el mayor apoyo recibido por un candidato presidencial en la historia; más de 1.300.000 votos (77%). En las elecciones municipales de 2016 obtuvo siete alcaldías en los cantones de Acosta, Hojancha, Montes de Oro, Moravia, Turrialba y como parte de una coalición junto a los partidos Frente Amplio, Patria Nueva, Alianza Patriótica y Humanista, Montes de Oca.

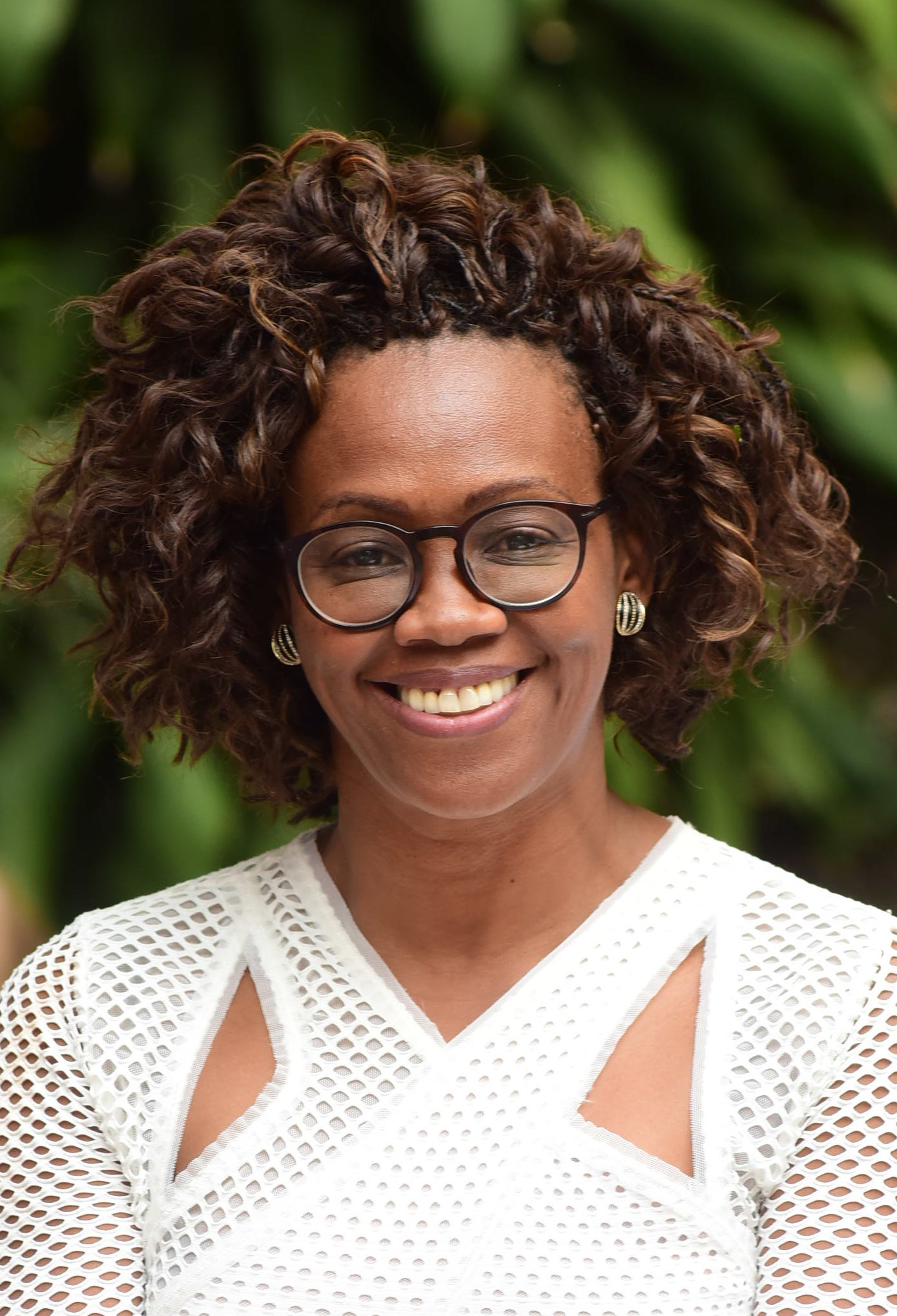
Epsy Campbell Barr, vicepresidenta electa en las elecciones de 2018, es considerada como la primera afrolatina en obtener el puesto en el país, la primera en América Latina, y la segunda del continente americano.

La presidencia de Solís Rivera se caracterizó por sus políticas progresistas en lo social. Su gobierno incluyó por primera vez igual número de hombres que de mujeres y además 25% de jóvenes. También durante su gobierno se impulsó el reconocimiento a las parejas del mismo sexo y los derechos de los animales. Se impulsó el crecimiento económico y la disminución de la pobreza. Se firmó el Convenio de Delimitación Marítima entre Colombia, Costa Rica y Ecuador y además la gestión del gobierno durante la tragedia del Huracán Otto le valió reconocimiento nacional. No obstante también se dieron grandes controversias y uno de los escándalos políticos más notorios. Por un lado, las gestiones del gobierno por consultar a la Corte Interamericana de Derechos Humanos sobre si la Convención Americana sobre Derechos Humanos obligaba a reconocer a las parejas del mismo sexo llevó a la aprobación del Matrimonio entre parejas del mismo sexo en el país. El tema fue polarizante debido a que la sociedad estaba prácticamente dividida en su rechazo o apoyo e impregnó la campaña electoral de 2018. Durante su período se sucita el muy sonado caso de corrupción que involucró a distintas figuras políticas de múltiples partidos conocido como el Cementazo que impactó bastante la opinión pública.
Para las elecciones presidenciales de 2018, se realizó la tercera convención nacional de su historia, la Convención Nacional Ciudadana de 2017. Se llevó a cabo el día 9 de julio del año 2017. En esta contienda participaron el exministro de economía Welmer Ramos González y el exministro de trabajo Carlos Alvarado Quesada, ganando el último de estos. El crecimiento del candidato evangélico Fabricio Alvarado, según algunos analistas, surgió como una reacción negativa de una parte de la población por el fallo de la Corte IDH, mas generó también, sin embargo, un movimiento de apoyo a favor de Alvarado Quesada como medio de contrarrestar el conservadurismo y ambos candidatos pasaron a la segunda ronda. Las encuestas mostraban que Alvarado Quesada era más popular entre católicos y ateos/agnósticos mientras su rival lo era abrumadoramente entre protestantes. Alvarado centró su campaña en desligarse del entonces poco popular gobierno de Solís, mostrarse como el candidato más moderado y mejor preparado y promover una Costa Rica inclusiva. Finalmente, en la segunda ronda, Carlos Alvarado obtiene la victoria repitiendo nuevamente el logro de obtener más de 1 300 000 votos, apenas unos cuantos miles de votos menos que Solís Rivera.
Recién iniciada, la gestión de Alvarado se enfrentó a dos grandes retos; para empezar la aprobación del Plan Fiscal, tema que ha estado en discusión por 20 años. Alvarado logró finalmente el consenso de dos de las bancadas opositoras más grandes; la del PLN y del PUSC, suficientes para aprobarlo, por lo que la oposición al proyecto generó una de las huelgas más grandes del sector público en la historia costarricense. Sin embargo la huelga no fue suficiente para impedir su aprobación final. 
En las elecciones municipales de 2020 obtuvo cinco alcaldías en los cantones de Acosta, Hojancha, Montes de Oro, y Turrialba, más Montes de Oca con la Coalición Gente de Montes de Oca. El 1 de mayo de 2020 suscribió un Acuerdo de Gobernabilidad Democrática conjuntamente con el Partido Liberación Nacional y el Partido Restauración Nacional.

### Coalición
En julio de 2025, el partido anunció la formación de una coalición política con el partido Agenda Democrática Nacional (ADN), bajo el nombre Agenda Ciudadana, con miras a participar en las elecciones de 2026. Esta alianza representó el primer y único ejercicio formal de coalición electoral registrado ante el Tribunal Supremo de Elecciones (TSE) para esa contienda. La coalición surge como un intento por reagrupar al electorado progresista costarricense, tras los pobres resultados obtenidos por el PAC en las elecciones de 2022, cuando perdió su representación legislativa y obtuvo menos del 1% de los votos presidenciales. Como figura visible de esta alianza fue presentada la ex primera dama Claudia Dobles Camargo, quien había sido anunciada previamente como precandidata presidencial del PAC. Dobles indicó que el objetivo de Agenda Ciudadana es «colocar a las personas primero, en el centro de las soluciones, en tiempos donde la prioridad es sumar y no dividir».
La creación de esta coalición se da en un contexto político donde otras fuerzas también han explorado alianzas electorales, pero sin concretarlas formalmente. La inscripción de Agenda Ciudadana constituye, además, el séptimo intento registrado de coalición electoral a nivel nacional desde que el TSE es el árbitro del proceso, y se suma a un historial en el que destacan precedentes como Unificación Nacional (1966) y la Coalición Unidad (1978).

### Controversias

#### Estafa al Tribunal Supremo de Elecciones
El partido se vio afectado en 2016 por una condena por manejo irregular de fondos al ser encontrados culpables el tesorero Maynor Sterling y un funcionario de la sede de apellido Bolaños por intentar cobrar al Tribunal Supremo de Elecciones por bienes y servicios donados por adherentes del partido. La condena implicó una multa de 500 millones de colones y penas de cárcel para los dos involucrados. En diciembre de 2020, el PAC recurre a solicitar donaciones para pagar la deuda por estafa al Estado. En 2021 el Tribunal Penal del Primer Circuito Judicial de San José aceptó el acuerdo para que el partido pagara la deuda por un total de ₡627.207.850 en cinco tratos entre el 16 de agosto del 2021 y el 16 de febrero del 2024.
Uso de recursos públicos con fines electorales
En 2015, el Gobierno denunció que la organización juvenil del PAC pretendía utilizar recursos públicos para hacer campaña electoral. Nueve asesores de la fracción del Partido Acción Ciudadana, del Ministerio de Planificación, Ministerio de Trabajo, Instituto Mixto de Ayuda Social (IMAS) y de Casa Presidencial —entre ellos el jefe de despacho del Ministro de la Presidencia— estuvieron involucrados en un plan de la juventud del partido oficialista para usar recursos estatales con fines electorales.
Entre los implicados se encontraban: Eduardo Solano, secretario general del PAC y asesor del diputado Marco Vinicio Redondo; Marcela Ávila, asesora del presidente ejecutivo del IMAS y coordinadora de la Juventud del PAC; Edrei Cabezas, asesor del Ministro de Trabajo; Mariano Salas, jefe de despacho del Ministro de la Presidencia; Óscar Jiménez, asesor de la fracción del PAC; Fabián Solano, asesor de la Ministra de Planificación; y Eder Artavia, Cindy Taco y Randall Céspedes, todos funcionarios de Casa Presidencial.

## Filosofía
Está basado en la idea de incentivar la participación e implicación de los ciudadanos en la política. Una de sus principales causas es la lucha contra la corrupción, ya que según defienden es una de las causas del subdesarrollo y la apatía de los votantes.
En aras de luchar contra la corrupción, se negó a gastar la mitad del dinero que le correspondía por la llamada deuda política (financiación estatal para los partidos de acuerdo a la representación que hayan conseguido en los diferentes puestos de elección) y rechazó muchos ofrecimientos privados para evitar posibles intentos de influir en sus decisiones.
Además mantuvo su política de rechazar la que, según afirma, es la tradicional forma de mantener la maquinaria electoral de dirigentes: mediante ofrecimientos de puestos o beneficios de programas estatales, lo cual es considerado por el PAC una forma de corrupción.
No obstante en 2014 la dirigencia del partido durante la campaña previa fue criticada por sectores internos por gastos excesivos. Una comisión dictaminó que se había dilapidado recursos en un informe presentado ante la Asamblea Nacional, aunque este fue rechazado.

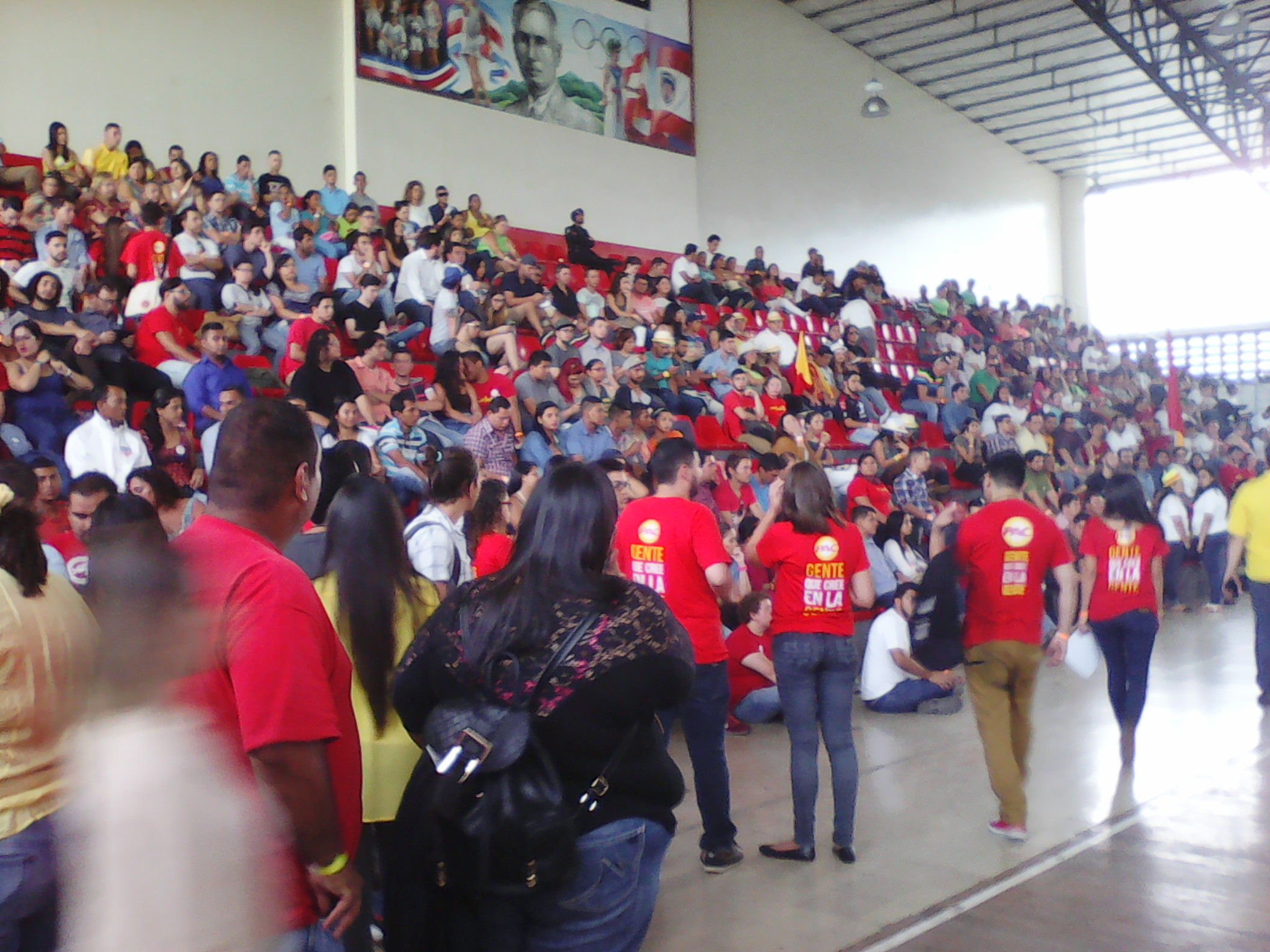
Asamblea General de la Juventud PAC de agosto de 2016, participaron dos papeletas; Juventudes Unidas y Gente PAC resultando vencedora la primera con 601 votos sobre 326 de la segunda.

### Corrientes internas
- Grupo Amanecer: conformado principalmente por fundadores, los considerados "ottonistas ortodoxos" es decir, el "ala dura" del ottonismo y de las posturas tradicionales y más rigurosas con que se fundó el PAC. Entre sus integrantes están los exdiputados Francisco Molina, José Joaquín Salazar, José Rosales, Martha Zamora, Patricia Romero, Sadie Bravo, el extesorero Óscar Fernández y la excandidata a la vicepresidencia y presidenta de la Cámara de Exportadores Mónica Segnini[44][45]
- Movimiento Esperanza: grupo que impulsó la precandidatura del exdiputado Juan Carlos Mendoza, representa una de las alas progresistas del PAC.  Entre sus integrantes están las exdiputadas Leda Zamora y Marcela Guerrero y el exdiputado Franklin Corella y los diputados actuales Enrique Sánchez y Laura Guido.
- Grupo Germinal: sector considerado por algunos una de las alas progresistas del PAC e incluso de tendencia a la izquierda.[46]
- Grupo San Miguel: llamado así porque se reunía en San Miguel de Santo Domingo, grupo que impulsa una alianza electoral progresista desde 2009.[47]
- Instancia Socialdemócrata: Círculo de pensadores socialdemócratas de Costa Rica, grupo originalmente gestado dentro de las filas del Partido Liberación Nacional. entre sus miembros están el economista Juan Manuel Villasuso, la ex primera dama de la República Jossette Altmann, Guido Miranda y la educadora Felisa Cuevas.
- Dentro de la Juventud existen tres tendencias, Juventud Progresista, Gente Joven PAC, y la Juventud del Movimiento Esperanza.

## Demografía electoral
Según estudios del Estado de la Nación la mayoría de votantes del PAC pertenecen socialmente a la clase media y alta. Congruente con esto el PAC es territorialmente fuerte en el Valle Central, especialmente en los cantones más urbanizados, entre los votantes con educación superior y estabilidad económica y en las provincias centrales de Heredia, San José, Cartago y Alajuela, que tienen menores niveles de pobreza. También obtuvo mayoría de votos entre los ticos en el extranjero.

## Relaciones internacionales
El PAC forma parte de la Alianza Progresista (Progressive Alliance) y organizó la conferencia de dicha organización en 2017 Entre los partidos amigos miembros de dicha alianza se incluyen el Movimiento Renovador Sandinista de Nicaragua, partido político que inclusive envío representación formal a la toma de posesión de Luis Guillermo Solís, el Partido Demócrata de los Estados Unidos e incluso Ottón Solís, su esposa y el entonces jefe de fracción legislativa Francisco Molina formaron parte de los invitados a la toma de posesión del presidente Barack Obama, el FMLN y el PLD que participaron del II Congreso Ideológico del Partido Acción Ciudadana, entre otros. También posee vínculos con la Fundación Friedrich Ebert.

## Figuras notables
Algunas figuras importantes que militan o militaron por el Partido Acción Ciudadana incluyen a: Josette Altmann Borbón (ex primera dama), Margarita Bolaños Arquín (académica e historiadora), Rodrigo Alberto Carazo Zeledón (exdefensor de los Habitantes), Marcela Guerrero Campos (exdiputada y activista política), Román Macaya Hayes (empresario y científico), Juan Carlos Mendoza García (exembajador ante la ONU y expresidente legislativo), Guido Miranda (médico), Carmen Muñoz Quesada (primera diputada abiertamente lesbiana de Costa Rica), Margarita Penón Góngora (ex primera dama), Alberto Salom Echeverría (catedrático y Rector de la UNA), Enrique Sánchez Carballo (primer diputado abiertamente gay), Hernán Solano Venegas (promotor del deporte), Eduardo Trejos Lalli (internacionalista y director de la DIS), Juan Manuel Villasuso (economista), Ana Helena Chacón (activista de los Derechos humanos, exvicepresidenta y actual embajadora de Costa Rica en España), Quince Duncan (escritor) y José Manuel Arroyo (exmagistrado y exvicepresidente de la Corte Suprema de Justicia), entre otros.

## Resultados electorales

### Elecciones presidenciales
|  | 26.19 % |

|  | 39.80 % |

|  | 25.06 % |

|  | 30.64 % |

|  | 77.76 % |

|  | 21.63 % |

|  | 60.59 % |

|  | 0.66 % |

### Elecciones legislativas
|  | 22.0 % |

|  | 25.3 % |

|  | 17.6 % |

|  | 23.5 % |

|  | 16.3 % |

|  | 2.16 % |

### Elecciones municipales
| Año  | Alcaldías |
| ---- | --------- |
| 2002 | 1/81      |
| 2006 | 5/81      |
| 2010 | 6/81      |
| 2016 | 6/81      |
| 2020 | 4/82      |
| 2024 | 0/84      |

## Líderes

### Presidentes de la República
| Nombre (Nacimiento-muerte) | Nombre (Nacimiento-muerte)          | Imagen | Período en el cargo | Período en el cargo |
| Nombre (Nacimiento-muerte) | Nombre (Nacimiento-muerte)          | Imagen | Inicio              | Final               |
| -------------------------- | ----------------------------------- | ------ | ------------------- | ------------------- |
|                            | Luis Guillermo Solís Rivera (1958-) |        | 8 de mayo de 2014   | 8 de mayo de 2018   |
|                            | Carlos Alvarado Quesada (1980-)     |        | 8 de mayo de 2018   | 8 de mayo de 2022   |

### Presidentes del Comité Ejecutivo
| - Ottón Solís Fallas (2000-2005) - Epsy Campbell Barr (2005-2009) - Alberto Cañas Escalante (2009-2010) - Elizabeth Fonseca Corrales (2010-2013) - Olivier Pérez González (2013-2014) | - Rodrigo Carazo Zeledón (2014-2015) - Margarita Bolaños Arquín (2015-2017) - Marcia González Aguiluz (2017-2018) - Marta Eugenia Solano Arias (2018-2021) - Fabián Solano Fernández (2021-) |

### Secretarios generales del Comité Ejecutivo
| - José Humberto Arce Salas (2000-2002) - Sadie Bravo Pérez (2002-2005) - Juan Francisco Montealegre Martín (2005-2006) - Teresita Aguilar Mirambell (2006-2009) - Margarita Bolaños Arquín (2009-2013) - Olga Sánchez Oviedo (2013-2014) | - Gabriela Saborío Muñoz (2014-2015) - Eduardo Solano Solano (2015-2017) - Ronald Flores Vega (2017-2018) - Anthony Cascante Ramírez (2018-2021) - Gonzalo Coto Fernández (2021-) |

## Diputados
Para el periodo legislativo 2022-2026, el partido no obtiene ningún diputado.

## Alcaldes
Para el periodo 2024-2028, el partido no obtiene ningún alcalde.

## Intendentes
Para el periodo 2024-2028, el partido no obtiene ningún alcalde.